# Derne (Kamen)
Derne ist ein ländlich geprägter Stadtteil der westfälischen Stadt Kamen im Kreis Unna.

## Geographie

### Lage
Derne liegt im Osten der Stadt Kamen in unmittelbarer Nähe des Kamener Kreuzes, wo die Bundesautobahnen A 1 und A 2 kreuzen. Die Derner orientieren sich eher zum benachbarten Nordbögge und nach Hamm zu.

### Nachbargemeinden
Derne grenzte im Jahr 1967 im Uhrzeigersinn im Norden beginnend an die Gemeinden Rottum, Altenbögge-Bönen und Heeren-Werve sowie an die Stadt Kamen (alle im Kreis Unna).

## Geschichte
Derne gehörte bei der Errichtung der Ämter in der preußischen Provinz Westfalen zum Amt Pelkum im Kreis Hamm. Anlässlich der Auskreisung der Stadt Hamm am 1. April 1901 wurde aus dem Kreis der Landkreis Hamm. Nach einer Gebietserweiterung im Jahr 1929 wurde dieser im Oktober 1930 in Kreis Unna umbenannt. Am 1. Januar 1968 wurden die bisherigen Gemeinden Derne, Heeren-Werve, Methler, Rottum und Südkamen mit der Stadt Kamen zusammengeschlossen.

## Einwohnerentwicklung
| Jahr | Einwohner |
| ---- | --------- |
| 1849 | 76        |
| 1910 | 67        |
| 1931 | 89        |
| 1956 | 85        |
| 1961 | 80        |
| 1967 | 57        |
| 1987 | 71        |
| 2013 | 76        |

## Veranstaltungen
Der wohl bekannteste Anziehungspunkt von Derne ist der Segelflugplatz an der Grenze zu Heeren-Werve. Hier findet jedes Jahr im Mai das Drachenflugfestival „Kite“ mit internationaler Beteiligung statt, das mit seinen zahlreichen ausgefallenen Drachen und seinem bunten Rahmenprogramm Zuschauer aus der ganzen Region anlockt. Fälschlicherweise wird dieses Highlight in der Presse Heeren-Werve zugeordnet.